# Parti de la Victoire (Zafer Partisi)
Le Parti de la Victoire (en turc : Zafer Partisi) est un parti politique turc fondé le 26 août 2021 par Ümit Özdağ. Il se positionne à droite, voire à l’extrême droite, avec un programme centré sur le nationalisme turc, le souverainisme et une politique ferme contre l’immigration illégale, notamment concernant les réfugiés syriens,.

## Historique
Le parti a été créé par Ümit Özdağ, ancien député et professeur en sciences politiques, à la suite de son départ du Milliyetçi Hareket Partisi (MHP) en raison de désaccords sur la politique migratoire et l’orientation idéologique du parti.

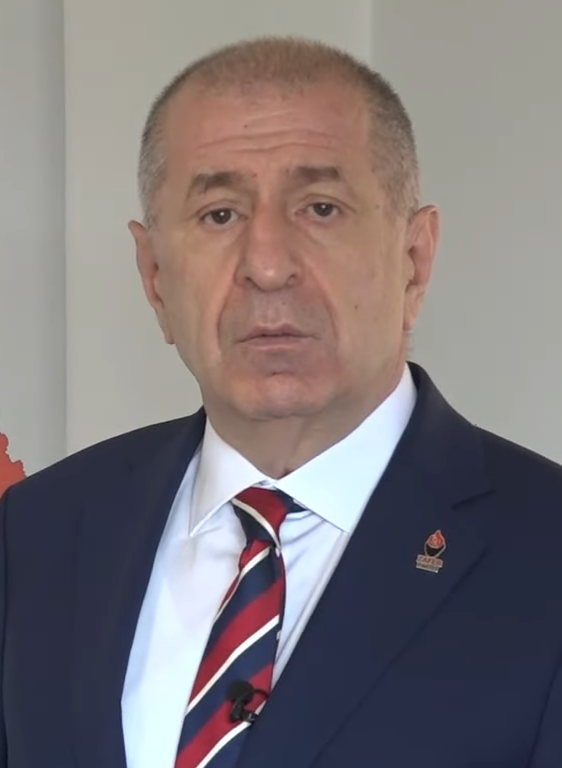
Ümit Özdağ, fondateur et président du Parti de la Victoire (juin 2022)

Zafer Partisi se démarque par une ligne dure sur l’immigration, demandant notamment le rapatriement massif des réfugiés syriens installés en Turquie.

## Idéologie
Le Parti de la Victoire défend un nationalisme turc traditionnel, prônant la souveraineté nationale, la défense des valeurs culturelles turques et une politique restrictive concernant l’immigration. Il critique fermement la gestion des réfugiés par le gouvernement et réclame leur retour dans leurs pays d’origine.

## Résultats électoraux
Lors des élections législatives de 2023, Zafer Partisi a obtenu environ 2,23 % des voix au niveau national, ce qui est insuffisant pour dépasser le seuil électoral de 7 % et ainsi obtenir des sièges au Grande Assemblée nationale de Turquie.
Cependant, le parti a joué un rôle stratégique dans la campagne présidentielle en s’alliant avec d'autres mouvements nationalistes sous la bannière de la coalition Alliance ATA (« Ancêtres »), et en soutenant la candidature de Sinan Oğan à l’élection présidentielle. Cette coalition a été conçue comme une alternative nationaliste et anti-immigration aux deux principaux blocs politiques : l'AKP de Recep Tayyip Erdoğan et la coalition d’opposition menée par le CHP, avec pour objectif de placer la question migratoire au cœur du débat public.
Cette stratégie a permis à Sinan Oğan de recueillir 5,2 % des voix au premier tour de l’élection présidentielle du 14 mai 2023, ce qui a contraint les deux finalistes, Recep Tayyip Erdoğan et Kemal Kılıçdaroğlu, à se positionner davantage sur la question migratoire entre les deux tours. Zafer Partisi a ainsi réussi à s’imposer comme un acteur clé du scrutin sans pour autant avoir une représentation parlementaire.
Après le premier tour, des divergences sont apparues entre Ümit Özdağ et Sinan Oğan. Tandis que ce dernier a annoncé son soutien à Recep Tayyip Erdoğan, Ümit Özdağ a apporté son soutien à Kemal Kılıçdaroğlu, à condition que ce dernier s'engage sur un plan de retour des réfugiés, illustrant la centralité de la question migratoire dans la stratégie du parti.
Le Parti Zafer a ensuite obtenu sa première représentation municipale en décembre 2024, lorsque le maire de Tefenni, Ümit Alagöz, a quitté le Parti du Mouvement Nationaliste (MHP) pour rejoindre le Parti Zafer. Cette décision a marqué un tournant pour le parti, qui a ainsi acquis son premier mandat local.
Le 4 décembre 2024, le président du Parti Zafer, Ümit Özdağ, a visité Burdur pour inaugurer le siège provincial du parti et a accueilli Ümit Alagöz et le président du Conseil général de la province de Burdur, Levent Tokmaker, qui ont également rejoint le Parti Zafer. Cette journée a été considérée comme un moment historique pour le parti.
Depuis lors, Ümit Alagöz représente le Parti Zafer en tant que maire de Tefenni, contribuant à renforcer la présence du parti dans les gouvernements locaux.

### Élections législatives
| Année | Voix      | %    | Rang | Sièges  | Gouvernement        |
| ----- | --------- | ---- | ---- | ------- | ------------------- |
| 2023  | 1 215 258 | 2,23 | 7e   | 0 / 600 | Extra-parlementaire |

### Élections présidentielles
| Année | Candidat   | Premier tour | Premier tour | Second tour  | Second tour  | Résultat |
| Année | Candidat   | Voix         | %            | Voix         | %            | Résultat |
| ----- | ---------- | ------------ | ------------ | ------------ | ------------ | -------- |
| 2023  | Sinan Oğan | 2 831 239    | 5,17         | Non qualifié | Non qualifié | 3e       |

### Élections municipales
| Date | Voix      | %    | Mairies |
| ---- | --------- | ---- | ------- |
| 2024 | 1 118 900 | 2,44 | 0       |

## Controverses et emprisonnement d'Ümit Özdağ
En janvier 2025, Ümit Özdağ a été arrêté par les autorités turques sur des accusations d'« incitation à la haine publique » et « troubles à l'ordre public », notamment en raison de ses prises de position virulentes contre la politique migratoire et sa participation à des manifestations.
Il a été condamné à une peine de deux ans et quatre mois de prison, mais a bénéficié d’une remise en liberté provisoire en attendant son appel.
Son emprisonnement a suscité de vives réactions dans l’opposition turque et au sein de la société civile, qui dénoncent une répression accrue des voix critiques du gouvernement, notamment sur la question migratoire.

## Organisation
Le parti est dirigé par Ümit Özdağ, qui en est le président depuis sa fondation. Son siège est situé à Ankara.